# Богатырь (угольный разрез)
У́гольный разре́з Богатырь — угледобывающее предприятие, расположенное в городе Экибастузе, Казахстан. Входит в состав ТОО «Богатырь Көмір».

## История
После установления в 1918 году в Павлодарском Прииртышье советской власти было подписано постановление Совета народных комиссаров о национализации экибастузских угольных копей. Однако только после войны сюда прибыли изыскатели и проектировщики. В 1954 году сдан в эксплуатацию первый, названный впоследствии «Центральным», угольный разрез мощностью 3 млн тонн угля в год.
С этого времени экибастузский уголь поставляется на электростанции Уральского региона Российской Федерации. Первый состав был доставлен на Красногорскую ТЭЦ, ставшую своеобразным испытательным полигоном для экибастузского угля. В этом же году в небольшом уральском городке Троицке началось строительство новой электростанции — родоначальницы большой энергетики Южного Урала. Эта станция, как и возведённые впоследствии другие ГРЭС, была спроектирована и построена уже специально для сжигания высокозольного экибастузского угля.

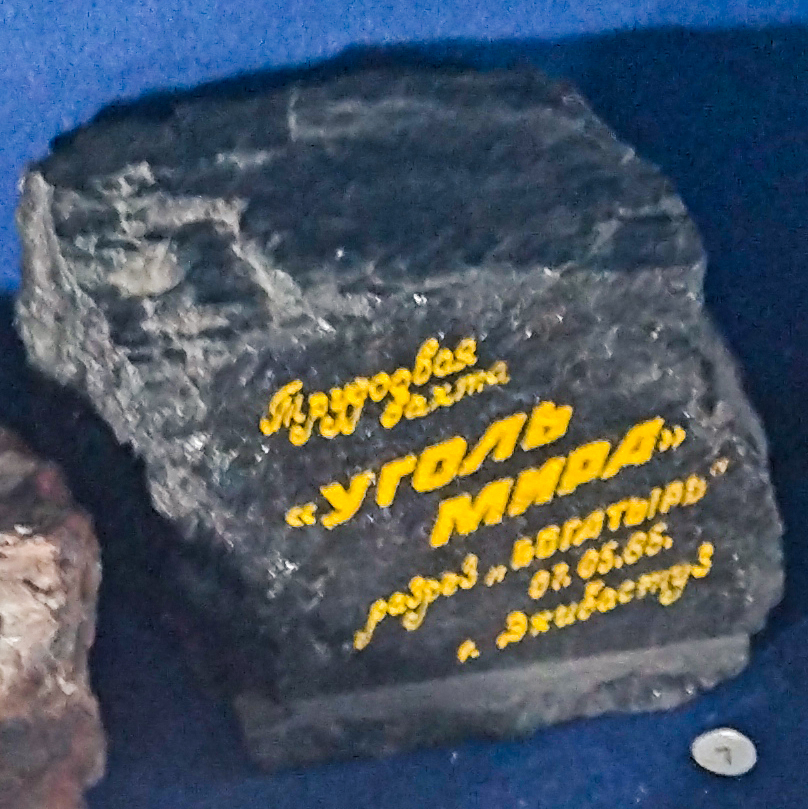
Сувенирный «Уголь мира» 1985 года с разреза «Богатырь»

Разрез «Богатырь» проектной мощностью 50 млн тонн угля в год строился девятью очередями с 1965 по 1979 годы. В 1985 году была достигнута максимальная годовая производительность — 56,8 млн тонн угля. Разрез такой большой единичной мощности был построен впервые в мире и по этому показателю в 1985 году был занесён в книгу рекордов Гиннесса.
До ноября 1996 года разрез «Богатырь» входил в состав ГАО «Экибастузкомир». В октябре 1996 года разрез был приватизирован американской компанией Access Industries в результате открытого тендера, было учреждено ТОО «Богатырь Аксес Комир». Первенец Экибастузского угольного бассейна, разрез «Северный», с 1999 года также находится под управлением ТОО «Богатырь Аксес Комир».
С самого начала производственной деятельности компания занимается техническим перевооружением производства: здесь смонтирован первый в мире межуступный самоходный перегружатель, согласно инвестиционной программе введены в эксплуатацию уникальные весодозировочные комплексы, аналогов которым нет ни в ближнем, ни в дальнем зарубежье.
Горнякам именно этого разреза выпала честь по отгрузке миллиардной тонны угля, добытой на экибастузском месторождении в 2000 году.
«Богатырь Комир» — одно из крупнейших предприятий в мире ведущее добычу угля открытым способом на двух разрезах «Богатырь» и «Северный». Суммарные промышленные запасы компании составляют около 3 млрд тонн угля.
Производственная мощность «Богатырь» — 32 млн тонн угля в год, разреза «Северный» — 10 млн тонн угля в год. На долю компании приходится 69 % от объёма всего добываемого в Экибастузском угольном бассейне угля.
В 2002 году с Министерством энергетики и минеральных ресурсов Республики Казахстан заключён контракт на разработку Экибастузского каменноугольного месторождения в пределах разрезов «Богатырь» и «Северный» сроком на 45 лет. Компания также имеет бессрочную лицензию на производство горных работ.
В 2006 году предприятие получило международные сертификаты ISO 9001:2000 и ISO 14001:2004. Область сертификации: добыча и транспортировка угля и щебня, ремонт горно-технологического оборудования и система управления охраной окружающей среды.
27 ноября 2015 года была добыта 1,5-миллиардная тонна угля с момента запуска разреза «Богатырь» в промышленную эксплуатацию. Событие приурочили к 45-летию разреза.
В настоящее время[какое?] предприятие активно реализует проект по внедрению циклично-поточной технологии на разрезе «Богатырь». Переход на данную технологию добычи, усреднения и транспортировки угля позволит увеличить производственную мощность ТОО «Богатырь Комир» до 50 млн тонн, а также улучшит качественные характеристики продукции, обеспечит весовую точность погрузки угля в железнодорожные вагоны и в 3 раза сократит время оборота вагонов под погрузкой угля.
По соглашению акционеров с 2009 года «Богатырь Аксес Комир» перешло в управление совместного предприятия казахстанского АО «Самрук-Энерго» и российского РУСАЛа.

## Руководство
В марте 2009 года ТОО «Богатырь Аксес Комир» переименовано в ТОО «Богатырь Комир».
В январе 2015 года на ТОО «Богатырь Комир» сменилось руководство: генеральным директор стал Раипов Серик Кудысбекович.
В октябре 2017 года на ТОО «Богатырь Комир» сменилось руководство: Мурат Кенесович Абдыгулов назначен генеральным директором.
В марте 2018 года на ТОО «Богатырь Комир» сменилось руководство: Рустам Аскарович Сансызбаев назначен генеральным директором.
28 января 2019 года в ТОО «Богатырь Комир» сменилось руководство: новым генеральным директором был назначен Николай Николаевич Корсаков Архивная копия от 23 октября 2021 на Wayback Machine.

## Продукция
Уголь ТОО «Богатырь Комир», добываемый открытым способом, предназначен для пылевидного сжигания на тепловых электростанциях Казахстана и России, а также для коммунально-бытовых нужд.
Экибастузский уголь обладает рядом привлекательных потребительских свойств, которые исключают шлакование котлоагрегатов при его сжигании, смерзание в железнодорожных вагонах в зимнее время.
Уголь энергетический марки КСН (коксовый, слабоспекающийся, низкометаморфизованный):
- зольность на сухую массу — 36 — 47 %, средняя — 42 %;
- влага на рабочее топливо — 4,5 — 7 %, средняя — 5 %;
- теплота сгорания рабочего топлива — 4530 — 3600 ккал/кг, средняя — 4024 ккал/кг.

Балансовые запасы угля по Богатырскому комплексу разреза «Богатырь» (участки 5, 6, 9, 10) до гор. −200 м составляют 1,346 млрд тонн.
Балансовые запасы угля по Северному комплексу разреза «Богатырь» (участки 1, 2, 3, 4) до гор. −200 м составляют 1,179 млрд тонн.